# Ślężany
Ślężany – wieś w Polsce położona w województwie mazowieckim, w powiecie wołomińskim, w gminie Dąbrówka. Ma status sołectwa. Leży na lewym brzegu rzeki Bug.
Nazwa wsi, podobnie jak Ślęzany lub młodsza nazwa Szlązaki oznaczała pierwotnie ludzi pochodzących ze Śląska.
Prywatna wieś szlachecka położona była w drugiej połowie XVI wieku w powiecie kamienieckim ziemi nurskiej województwa mazowieckiego. W latach 1975–1998 miejscowość administracyjnie należała do województwa ostrołęckiego.
We wsi znajduje się dobrze zachowany XIX-wieczny pałacyk z otaczającym go parkiem, usytuowany nad samym brzegiem Bugu. Przez kilka lat był własnością PKO BP S.A. 
Aktualnie pod nazwą Pałac Ślężany wykorzystywany jako centrum konferencyjne i restauracja z tradycyjnymi polskimi potrawami.
Wierni Kościoła rzymskokatolickiego należą do parafii Miłosierdzia Bożego w Józefowie.